# Скотники-Дольне
Скотники-Дольне (пол. Skotniki Dolne) — село в Польщі, у гміні Віслиця Буського повіту Свентокшиського воєводства.
Населення — 279 осіб (2011).
У 1975-1998 роках село належало до Келецького воєводства.

## Демографія
Демографічна структура на день 31 березня 2011 року:
|          | Загалом | Допрацездатний вік | Працездатний вік | Постпрацездатний вік |
| -------- | ------- | ------------------ | ---------------- | -------------------- |
| Чоловіки | 139     | 26                 | 98               | 15                   |
| Жінки    | 140     | 30                 | 76               | 34                   |
| Разом    | 279     | 56                 | 174              | 49                   |